# Ludvík II. Bavorský

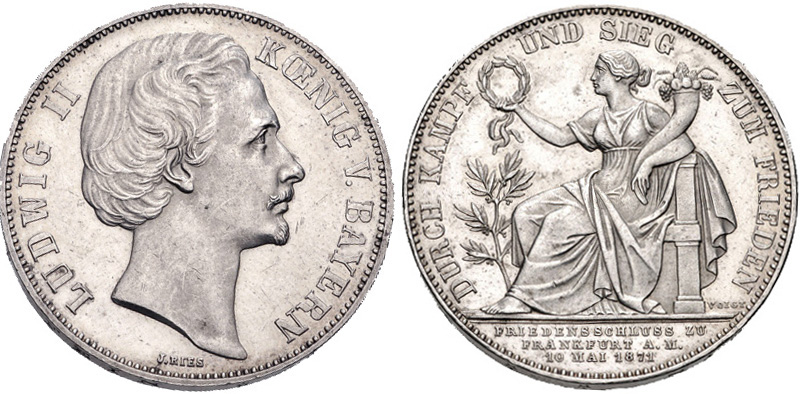
Tolar Ludvíka II. Bavorského z roku 1871

Ludvík II. Wittelsbach (též Ludvík II. Bavorský, vlastním jménem Ludwig Friedrich Wilhelm), (25. srpna 1845 Mnichov, zámek Nymphenburg; – 13. června 1886 na Wurmském jezeře, dnešní Starnberské jezero, u zámku Berg), byl z politického hlediska nepříliš významný bavorský král, který vstoupil do historie především jako mecenáš umění.
Pocházel z knížecího a královského rodu Wittelsbachů a od 10. března 1864 až do 9. června 1886 byl králem Bavorska. Byl nazýván pohádkovým králem, a to především díky zámkům, které vybudoval, a také pro svůj tragický životní osud.

## Životopis

### Dětství
Narodil se 25. srpna 1845 v Mnichově jako nejstarší syn korunního prince Maxmiliána a jeho manželky, korunní princezny Frederiky Františky Hedviky Pruské. Byl pokřtěn jako Otto Friedrich Wilhem Ludwig, křestním jménem Ludvík byl nazýván na nátlak svého děda, Ludvíka I. Bavorského, který se rovněž narodil 25. srpna (roku 1786). Tři roky po Ludvíkovi, roku 1848, se narodil jeho bratr Otto I., který byl později ve věku 28 let prohlášen za duševně chorého.
Dětství trávil se svým bratrem na zámku Hohenschwangau. Po abdikaci svého dědečka, krále Ludvíka I., nastoupil na trůn v roce 1848 jeho otec a on sám se tak stal korunním princem. V roce 1861 se poprvé seznámil s hudbou Richarda Wagnera, která ho velmi ovlivnila a podnítila jeho zájem o operu, ale i mytické hrdiny, báje a pohádky.

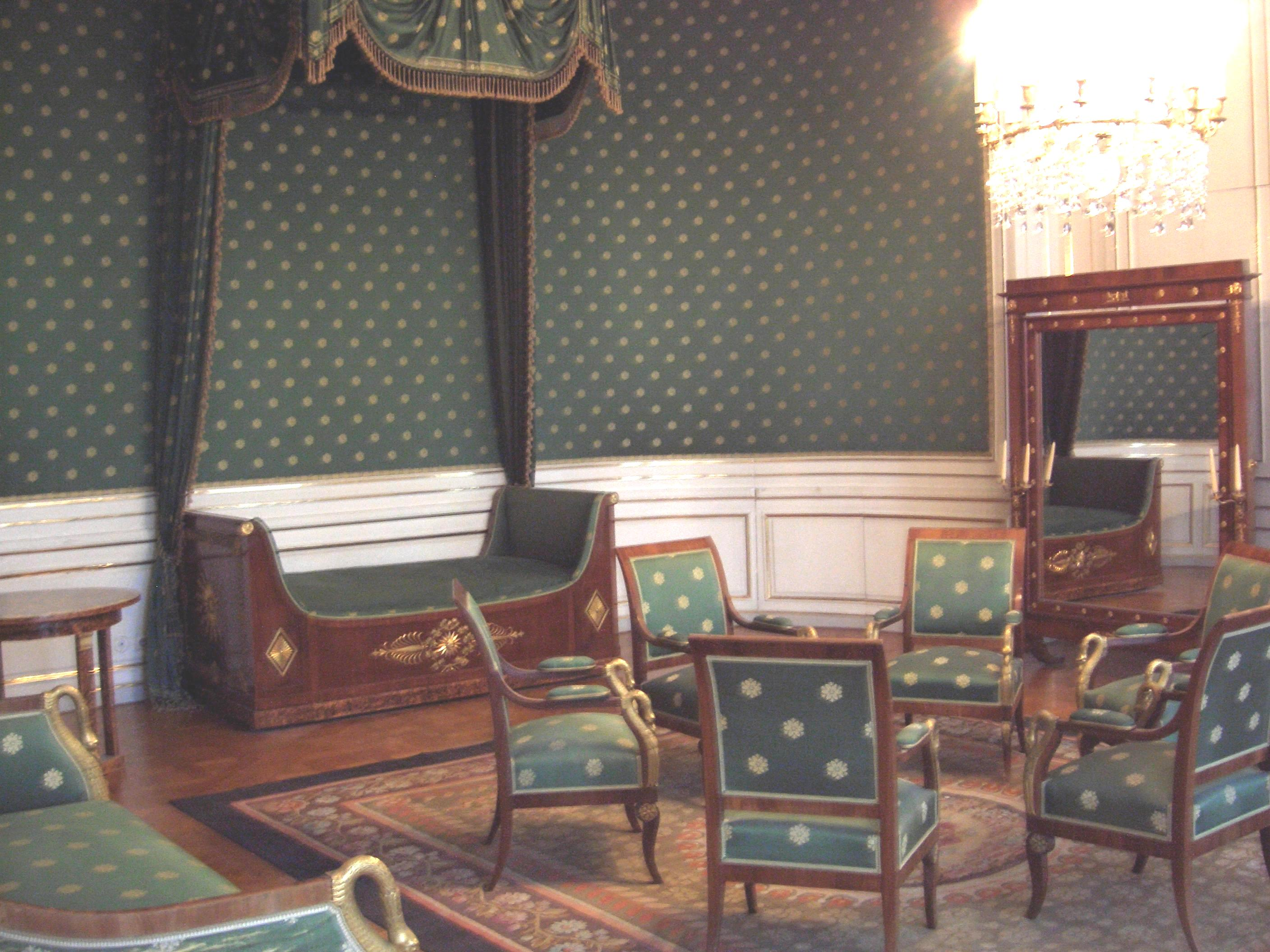
Místo narození

### Vláda Ludvíka II.
Jeho otec Maxmilián zemřel v roce 1864 a proto byl 10. března, ve věku osmnácti let, korunován bavorským králem.
V roce 1866 vstoupilo Bavorsko na straně Rakouska do války proti Prusku, on sám se nebyl schopen zorientovat ve válečných záležitostech, proto řízení válečných záležitostí zcela přenechal ministrům. Po porážce Rakouska musel podepsat mírovou smlouvu a bavorská armáda se musela podřídit pruské, dále Bavorské království muselo Prusku zaplatit 30 miliónů guldenů válečných reparací. Tuto situaci nesl dost těžce a když pak muselo Bavorsko bojovat na straně Pruska ve válce proti Francii, byl politikou zklamán natolik, že se stáhl na své zámky a vladařskými záležitostmi se téměř přestal zabývat. Před tím však stačil podniknut svou jedinou cestu po Bavorsku.

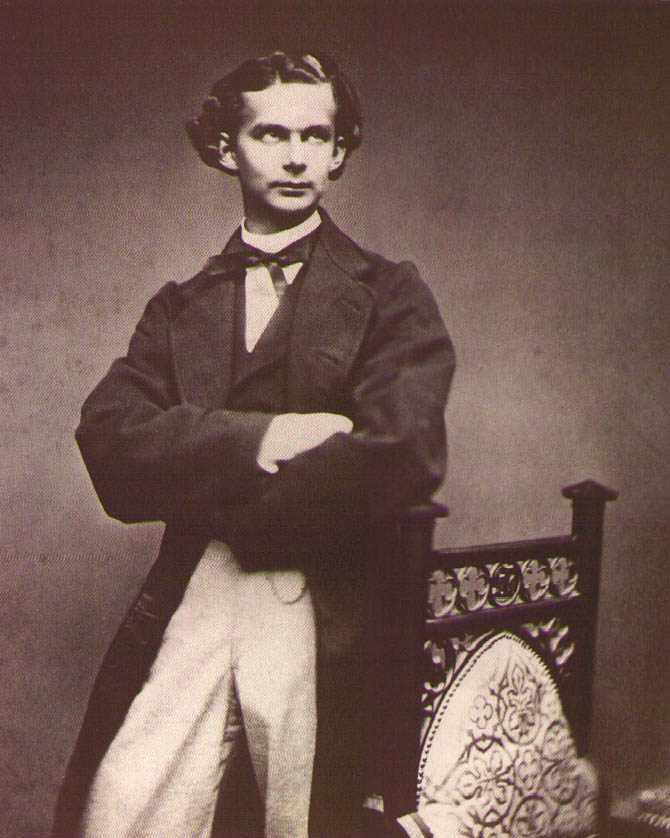
Ludvík II. Bavorský

### Umění nade vše
Od začátku své vlády se angažoval především v kultuře. Jako dvorního skladatele k sobě povolal svého oblíbence Richarda Wagnera. Wagner obdržel od svého mladého obdivovatele roční rentu, která se rovnala příjmu knížete. Víc než bohatou odměnu získal skladatel rovněž za napsání hudební básně Prsten Nibelungův. Do závratných výšek vystoupaly také náklady na provozování dalších oper inscenovaných pro krále. Svému milovanému skladateli nedokázal nic odmítnout a jejich vzájemný vztah se stále více prohluboval, o čemž svědčí i jejich vzájemná korespondence, v níž Wagner například píše Ludvíkovi: „Jsi spanilé jaro, jež mne znovu zkrášluje“, a Ludvík odepisuje Wagnerovi: „Nemiluji žádnou ženu, žádné rodiče, žádného bratra, žádné příbuzné, nikoho tak vroucně a ze srdce, jen Vás!“. Údajně se jednalo jen o duchovní a platonický vztah. Ten byl však každopádně ukončen již následujícího roku 1865. Wagner tehdy žádal po králi vlastní divadlo, jehož výstavba měla stát 5 miliónů zlatých. Míra trpělivosti občanů a také ministerské rady však již byla tehdy překročena a Wagner byl z Bavorska vyhnán. Písemný kontakt však oba udržovali i nadále. Richarda Wagnera stále podporoval i finančně. V následujících letech se v Mnichově konaly premiéry oper Tristan a Isolda  (Tristan und Isolde) (1865), Mistři pěvci norimberští (Die Meistersinger von Nürnberg) (1868), Zlato Rýna (Das Rheingold) (1869) a Valkýra (Die Walküre) (1870). Na umění on sám v žádném případě nehodlal šetřit. Většinu peněz z jeho osobní pokladny, a také z pokladny státní, pohltila výstavba zámků Neuschwanstein, Herrenchiemsee a Linderhof. Rozpočet byl u těchto staveb navíc většinou překročen až trojnásobně oproti původnímu plánu. Nemálo financí si vyžádala i údržba dalších zámků, paláců, soukromých králových obrazáren a jeho sbírka soch. Problémem bylo především to, že žil nad finanční poměry vlastní země, což vzbudilo nevoli u členů bavorské vlády a v některých kruzích. U svých poddaných však byl převážně oblíbený.

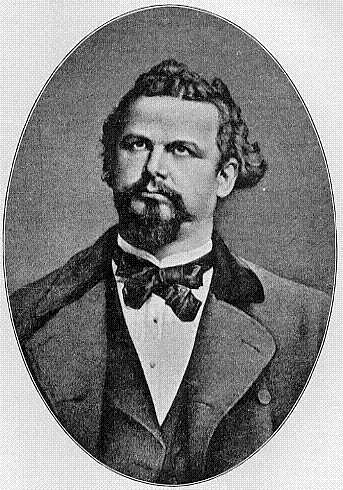
Ludvík II. Bavorský

### Zbaven svéprávnosti
Už za svého života byl považován za duševně chorého. Pravdou je, že byl zcela jistě výstřední podivín, ale z dnešního medicínského hlediska jej v žádném případě nelze označit za šílence. Přesto byl roku 1886 zbaven svéprávnosti a trůnu. Zvláštní na celé události bylo už to, že lékařský posudek na jeho zdravotní stav sepsali a podepsali lékaři, kteří jej předtím vůbec neprohlédli. Někteří z těchto lékařů jej dokonce osobně nikdy neviděli a nebo se s ním setkali třeba jen před mnoha lety při nějaké audienci. Autory posudku, který byl podepsán 8. června 1886 byli tito lékaři: vrchní zdravotní rada a psychiatr dr. Bernhard Alois von Gudden, jeho zeť, profesor psychiatrie dr. Hubert Grashey a ústavní lékaři dr. Hagen a dr. Hubrich. Posudek byl sestaven na základě výpovědí osob, které byly králi nablízku – jednalo se o členy služebnictva a některé politiky. Pravdivost jejich prohlášení však již dále nikdo neověřoval. Ze zprávy je zcela zřejmé, že byla sepsána na politickou objednávku a měla jediný cíl, zbavit jej moci. Největší zájem na odstranění krále měli ministři bavorské vlády, s nimiž se odmítal již dlouhou dobu sejít a jednat s nimi. Dlouhodobé spory zemské vlády s králem měly jednu zásadní příčinu. Král opakovaně žádal vládu o finanční podporu pro dostavbu svých zámků, což bylo vždy odmítnuto, jelikož tyto projekty byly skutečně neúměrně nákladné a zatěžovaly státní pokladnu. Druhým důvodem pro jeho odstranění z trůnu byla zřejmě jeho neustálá snaha o snížení vlivu ministerské rady a pokusy o nastolení absolutismu. Po celou dobu své vlády velmi trpěl omezením své moci ze strany ministrů a vždy toužil žít a vládnout jako jeho velký vzor Ludvík XIV. Pravdou však je, že neměl ani politické schopnosti tohoto velkého francouzského krále, ani jeho finanční možnosti. Naivní a také směšná snaha vyrovnat se za každou cenu Ludvíku XIV. jen potvrzuje to, že byl od reality odtržený snílek, který žil ve svém vlastním světě. Právě jeho zkreslený pohled na skutečný stav věcí se mu nakonec stal osudným. Na bavorskou vládu však už bylo moc, když nařídil ministru financí, aby prodal Bavorsko a někde v Jižní Americe koupil novou zem. Ministři se potom sešli a jednohlasně provolali krále nesvéprávným. Regentem království byl prohlášen Ludvíkův strýc Luitpold.

### Poslední dny života
Dne 10. června 1886 se pokusila do prostor zámku Neuschwanstein vstoupit lékařská komise, která měla za úkol oficiálně zbavit krále svéprávnosti a převézt jej na zámek Linderhof, kde měl být internován. Ludvík II. zachoval chladnou hlavu a členy komise nechal zatknout a uvěznit. Před zámkem se pak srotil dav lidí, kteří chtěli krále chránit vlastním tělem. Na pomoc Ludvíku II. dorazil také policejní sbor z Füssenu a okolní hasičské sbory. Kolem poledne ale policie dospěla k závěru, že komisí předložené dokumenty jsou právoplatné a král má být skutečně sesazen. Členové komise byli z vězení propuštěni. Druhý pokus o jeho zatčení, dne 11. června, již proběhl bez větších komplikací a on sám byl v doprovodu Dr. Bernharda von Gudden převezen z Neuschwansteinu na zámek Berg.

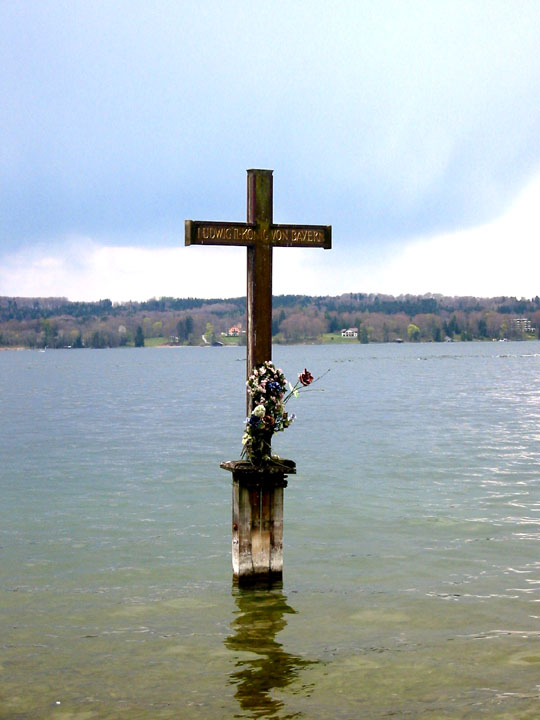
Kříž na místě úmrtí u břehu Starnberského jezera

### Smrt
V neděli 13. června 1886 si těsně před polednem vyšel s dr. Guddenem na hodinovou procházku zámeckým parkem, během níž je doprovázel jeden ošetřovatel. Po návratu z procházky následoval bohatý oběd. V 18.30 podnikl s dr. Guddenem další procházku parkem, tentokrát již bez doprovodu. Co se odehrálo v následujících hodinách, nelze dodnes s jistotou říci. Jisté je, že kolem 23. hodiny byla poblíž břehu Starnberského jezera nalezena mrtvá těla krále Ludvíka II. a doktora von Guddena. Tato dvojí smrt byla a stále ještě je obestřena řadou nejasností. Dnes existují tři teorie týkající se této tragické události:
1. teorie – sebevražda. Podle této teorie spáchal sebevraždu utopením, v níž se mu snažil dr. Gudden zabránit a sám při tomto pokusu utonul. Tato teorie je nejméně pravděpodobná. Král byl totiž ve vodě nalezen bez saka, pouze v košili. Sako leželo na břehu. Pokud by se chtěl král utopit, tak by se určitě nezbavoval oblečení, které jej mohlo rychleji stáhnout ke dnu. Proti sebevraždě utopením svědčí ještě jeden důležitý poznatek vyšetřování celé události – v jeho plících nebyla nalezena téměř žádná voda.
2. teorie – vražda. Podle této druhé teorie byl král zavražděn a dr. Gudden musel jako nepohodlný svědek zemřít také. I tato teorie není příliš pravděpodobná. Na jeho těle nebyly totiž nalezeny žádné známky násilí, kromě oděrky na levém koleni. Proti tomu bylo mrtvé tělo dr. Gudddena zle zřízeno – škrábance na čele a na nose, modřiny, otlačeniny a stopy po škrcení byly zjevné. Otázkou také zůstává, kdo by vlastně chtěl již úspěšně sesazeného krále ještě navíc zbavit života. Něco takového nebylo v dané situaci třeba.
3. teorie – pokus o útěk. Tato teorie má v současné době mezi historiky nejvíce příznivců. Jelikož byl výborný plavec, pokusil se zřejmě během procházky utéci a doplavat k připravené veslici, která na něj zřejmě na jezeře čekala. Každopádně existují svědectví o tom, že v dané chvíli skutečně vody jezera křižovalo hned několik loděk. Dr. Gudden se pokusil králi v útěku zabránit, ale proti podstatně silnějšímu soupeři neměl šanci. Poté, co Ludvík dr. Guddena zneškodnil, snažil se uplavat, ale v ledové vodě jezera jej zřejmě postihla mrtvice nebo infarkt.

Dne 19. června byl pochován v kostele svatého Michaela v Mnichově a jeho srdce bylo uloženo 16. srpna v urně do kapličky u kostela Altöttingeru.
Trůnu se po jeho smrti ujal formálně mladší bratr Ota I. Vzhledem k tomu, že Ota I. byl již v mládí prohlášen za choromyslného, zůstal regentem strýc Luitpold.

## Osobní život
Podivínství a poněkud zvláštní chování se u něj začalo projevovat ve věku 20 let. Dost možná byla v jeho případě změna v chování způsobena změnou fyzického vzhledu. Do té chvíle krásný a oslňující mladý král začal totiž právě ve věku 20 let přicházet o přední zuby. Nápadně se změnil, ztratil rychle svou fyzickou krásu a začal mít problémy s výslovností. Pro Ludvíka, který tolik miloval krásu a měl vytříbené estetické cítění, to musel být obrovský šok. Ludvík byl povahou introvert a tyto komplikace jeho pocity osamělosti zřejmě ještě prohloubily. Postupem času se z něj stal frustrovaný, zakomplexovaný podivín, jehož největší vášní se stalo jídlo, které konzumoval v obrovském množství, což časem vedlo k tomu, že ztloustl. Trpěl také častými bolestmi hlavy a nespavostí, kterou řešil třeba tak, že nechal zapřáhnout koně a projížděl se v kočáře noční krajinou. Měl sklony k melancholii a k záchvatům vzteku. Byl snílek a fantasta zcela odtržený od reality. Největším potěšením jeho života byla výstavba a výzdoba jeho zámků a operní představení, která byla v divadle inscenována jen pro něj, jako jediného diváka v sále. Během období své vlády opakovaně uvažoval o tom, že se vzdá trůnu a odstěhuje se do ciziny, ke své vlastní škodě to však nikdy neučinil. Nikdy se neoženil, zasnoubil se sice se svou sestřenicí Sofií, mladší sestrou Alžběty Bavorské zvané Sissi, ale zasnoubení celkem třikrát zrušil.
Ludvík byl s největší pravděpodobností homosexuál. Měl vztahy se svými komorníky, operními pěvci a herci, což vedlo k několika skandálům. Nejvážnější vztah měl se svým podkoním Richardem Hornigem (1843-1911), s nímž tajně trávil téměř každé dopoledne.

## Vývod z předků
|                     |                                              |  |                     |                                              |  |  |  |  |  |  |  | Fridrich Michal Falcko-Zweibrückenský |
|                     |                                              |  |                     |                                              |  |  |  |  |  |  |  |                                       |
|                     | Maxmilián I. Josef Bavorský                  |  |                     |                                              |  |  |  |  |  |  |  |                                       |
|                     |                                              |  |                     |                                              |  |  |  |  |  |  |  |                                       |
|                     |                                              |  |                     | Marie Františka Falcko-Sulzbašská            |  |  |  |  |  |  |  |                                       |
|                     |                                              |  |                     |                                              |  |  |  |  |  |  |  |                                       |
|                     | Ludvík I. Bavorský                           |  |                     |                                              |  |  |  |  |  |  |  |                                       |
|                     |                                              |  |                     |                                              |  |  |  |  |  |  |  |                                       |
|                     |                                              |  |                     | Jiří Vilém Hesensko-Darmstadtský             |  |  |  |  |  |  |  |                                       |
|                     |                                              |  |                     |                                              |  |  |  |  |  |  |  |                                       |
|                     | Augusta Vilemína Marie Hesensko-Darmstadtská |  |                     |                                              |  |  |  |  |  |  |  |                                       |
|                     |                                              |  |                     |                                              |  |  |  |  |  |  |  |                                       |
|                     |                                              |  |                     | Luisa Leiningensko-Heidesheimská             |  |  |  |  |  |  |  |                                       |
|                     |                                              |  |                     |                                              |  |  |  |  |  |  |  |                                       |
|                     | Maxmilián II. Bavorský                       |  |                     |                                              |  |  |  |  |  |  |  |                                       |
|                     |                                              |  |                     |                                              |  |  |  |  |  |  |  |                                       |
|                     |                                              |  |                     | Arnošt Fridrich III. Sasko-Hildburghausenský |  |  |  |  |  |  |  |                                       |
|                     |                                              |  |                     |                                              |  |  |  |  |  |  |  |                                       |
|                     | Fridrich Sasko-Altenburský                   |  |                     |                                              |  |  |  |  |  |  |  |                                       |
|                     |                                              |  |                     |                                              |  |  |  |  |  |  |  |                                       |
|                     |                                              |  |                     | Ernestina Sasko-Výmarská                     |  |  |  |  |  |  |  |                                       |
|                     |                                              |  |                     |                                              |  |  |  |  |  |  |  |                                       |
|                     | Tereza Sasko-Hildburghausenská               |  |                     |                                              |  |  |  |  |  |  |  |                                       |
|                     |                                              |  |                     |                                              |  |  |  |  |  |  |  |                                       |
|                     |                                              |  |                     | Karel II. Meklenbursko-Střelický             |  |  |  |  |  |  |  |                                       |
|                     |                                              |  |                     |                                              |  |  |  |  |  |  |  |                                       |
|                     | Šarlota Georgina Meklenbursko-Střelická      |  |                     |                                              |  |  |  |  |  |  |  |                                       |
|                     |                                              |  |                     |                                              |  |  |  |  |  |  |  |                                       |
|                     |                                              |  |                     | Frederika Hesensko-Darmstadtská              |  |  |  |  |  |  |  |                                       |
|                     |                                              |  |                     |                                              |  |  |  |  |  |  |  |                                       |
| Ludvík II. Bavorský |                                              |  |                     |                                              |  |  |  |  |  |  |  |                                       |
|                     |                                              |  |                     |                                              |  |  |  |  |  |  |  |                                       |
|                     |                                              |  | August Vilém Pruský |                                              |  |  |  |  |  |  |  |                                       |
|                     |                                              |  |                     |                                              |  |  |  |  |  |  |  |                                       |
|                     | Fridrich Vilém II.                           |  |                     |                                              |  |  |  |  |  |  |  |                                       |
|                     |                                              |  |                     |                                              |  |  |  |  |  |  |  |                                       |
|                     |                                              |  |                     | Luisa Amálie Brunšvicko-Wolfenbüttelská      |  |  |  |  |  |  |  |                                       |
|                     |                                              |  |                     |                                              |  |  |  |  |  |  |  |                                       |
|                     | Vilém Pruský                                 |  |                     |                                              |  |  |  |  |  |  |  |                                       |
|                     |                                              |  |                     |                                              |  |  |  |  |  |  |  |                                       |
|                     |                                              |  |                     | Ludvík IX. Hesensko-Darmstadtský             |  |  |  |  |  |  |  |                                       |
|                     |                                              |  |                     |                                              |  |  |  |  |  |  |  |                                       |
|                     | Frederika Luisa Hesensko-Darmstadtská        |  |                     |                                              |  |  |  |  |  |  |  |                                       |
|                     |                                              |  |                     |                                              |  |  |  |  |  |  |  |                                       |
|                     |                                              |  |                     | Karolína Falcko-Zweibrückenská               |  |  |  |  |  |  |  |                                       |
|                     |                                              |  |                     |                                              |  |  |  |  |  |  |  |                                       |
|                     | Marie Frederika Pruská                       |  |                     |                                              |  |  |  |  |  |  |  |                                       |
|                     |                                              |  |                     |                                              |  |  |  |  |  |  |  |                                       |
|                     |                                              |  |                     | Fridrich IV. Hesensko-Homburský              |  |  |  |  |  |  |  |                                       |
|                     |                                              |  |                     |                                              |  |  |  |  |  |  |  |                                       |
|                     | Fridrich V. Hesensko-Homburský               |  |                     |                                              |  |  |  |  |  |  |  |                                       |
|                     |                                              |  |                     |                                              |  |  |  |  |  |  |  |                                       |
|                     |                                              |  |                     | Ulrika ze Solms-Braunfels                    |  |  |  |  |  |  |  |                                       |
|                     |                                              |  |                     |                                              |  |  |  |  |  |  |  |                                       |
|                     | Marie Anna Hesensko-Homburská                |  |                     |                                              |  |  |  |  |  |  |  |                                       |
|                     |                                              |  |                     |                                              |  |  |  |  |  |  |  |                                       |
|                     |                                              |  |                     | Ludvík IX. Hesensko-Darmstadtský             |  |  |  |  |  |  |  |                                       |
|                     |                                              |  |                     |                                              |  |  |  |  |  |  |  |                                       |
|                     | Karolína Hesensko-Darmstadtská               |  |                     |                                              |  |  |  |  |  |  |  |                                       |
|                     |                                              |  |                     |                                              |  |  |  |  |  |  |  |                                       |
|                     |                                              |  |                     | Karolína Falcko-Zweibrückenská               |  |  |  |  |  |  |  |                                       |
|                     |                                              |  |                     |                                              |  |  |  |  |  |  |  |                                       |

## Zámky
Proslul především tím, že nechal postavit velmi atypické stavby. Jelikož své projekty financoval z vlastní kapsy, dostal se do obrovského deficitu, a vláda mu odmítala uvolnit jakékoliv finance. I přes snahu financovat tyto projekty prostřednictvím soukromých bankéřů se mu však stále nedostávalo prostředků.
V roce 1868 načrtl ve svém dopise Wagnerovi své představy o novém zámku, pozdějším  Neuschwansteinu, jehož stavbu zahájil již v roce 1869. Zámek byl částečně dokončen v roce 1884.
Ludvík vyrůstal v nedalekém zámku Hohenschwangau, který často sloužil jako inspirace jeho romantickým vizí.
V letech 1874–1878 přestavěl takzvaný „královský domeček“ svého otce Maxmiliána II. na zámek Linderhof. Ačkoliv jde o nejmenší z jeho staveb, je zároveň jedinou zcela dokončenou stavbou a jediným z jeho zámků, ve kterém skutečně delší dobu pobýval.
V roce 1873 koupil Ludvík II. ostrov Herrenchiemsee na jezeře Chiemsee a začal zde stavět nový Versailles. Zámek Herrenchiemsee však nikdy nebyl dokončen. Přesto je dnes hojně navštěvován turisty.

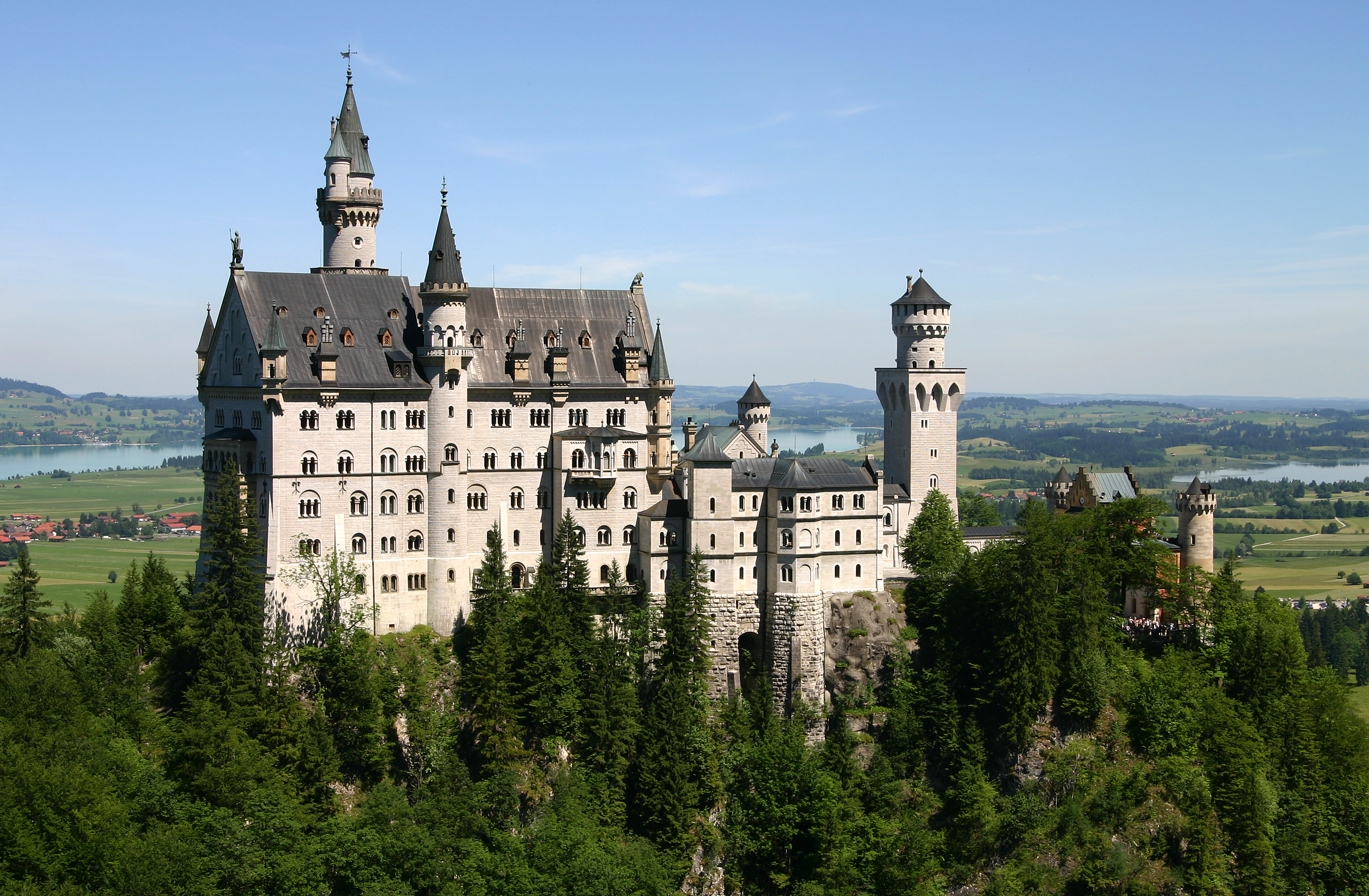
Zámek Neuschwanstein
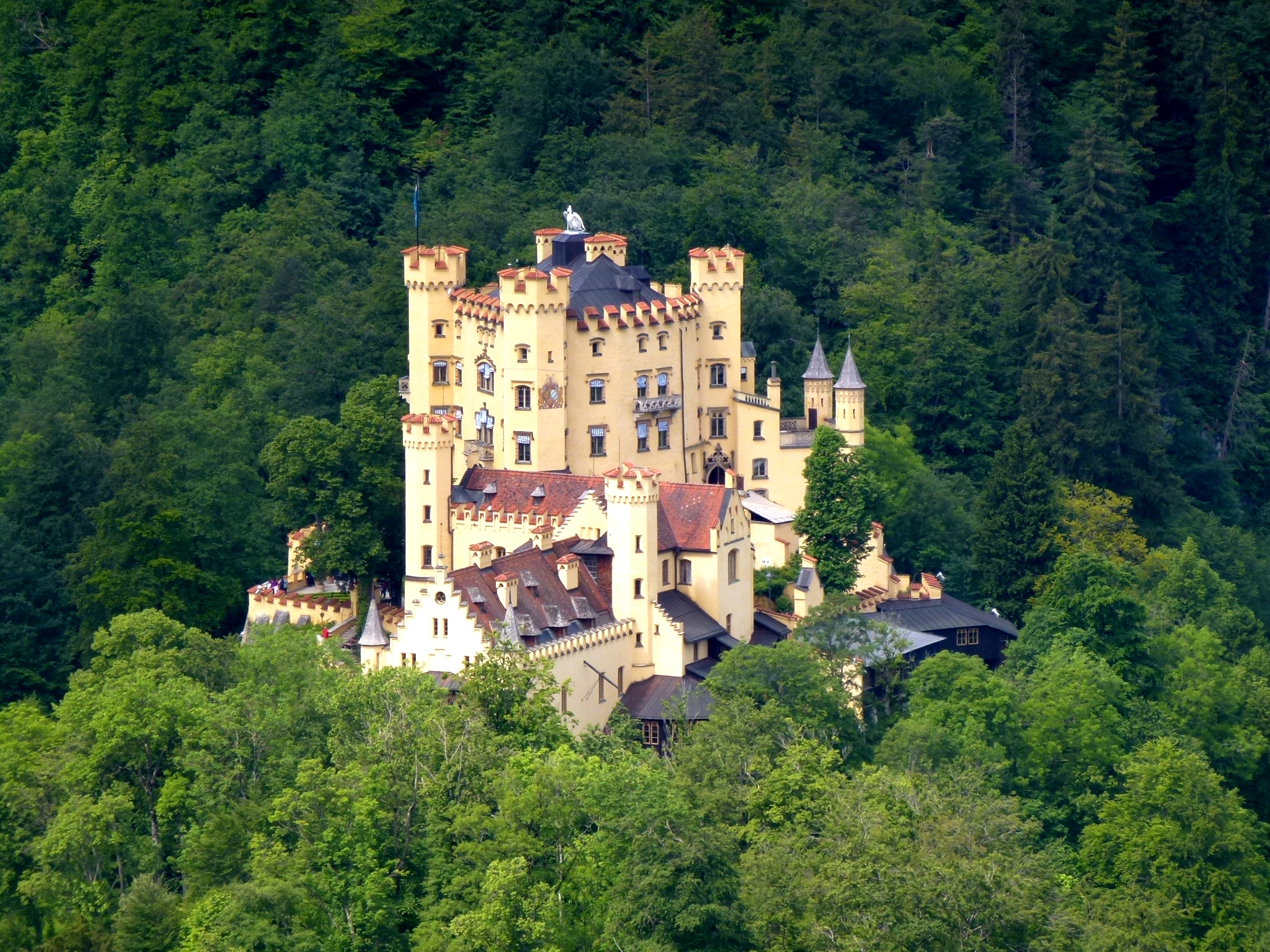
Zámek Hohenschwangau
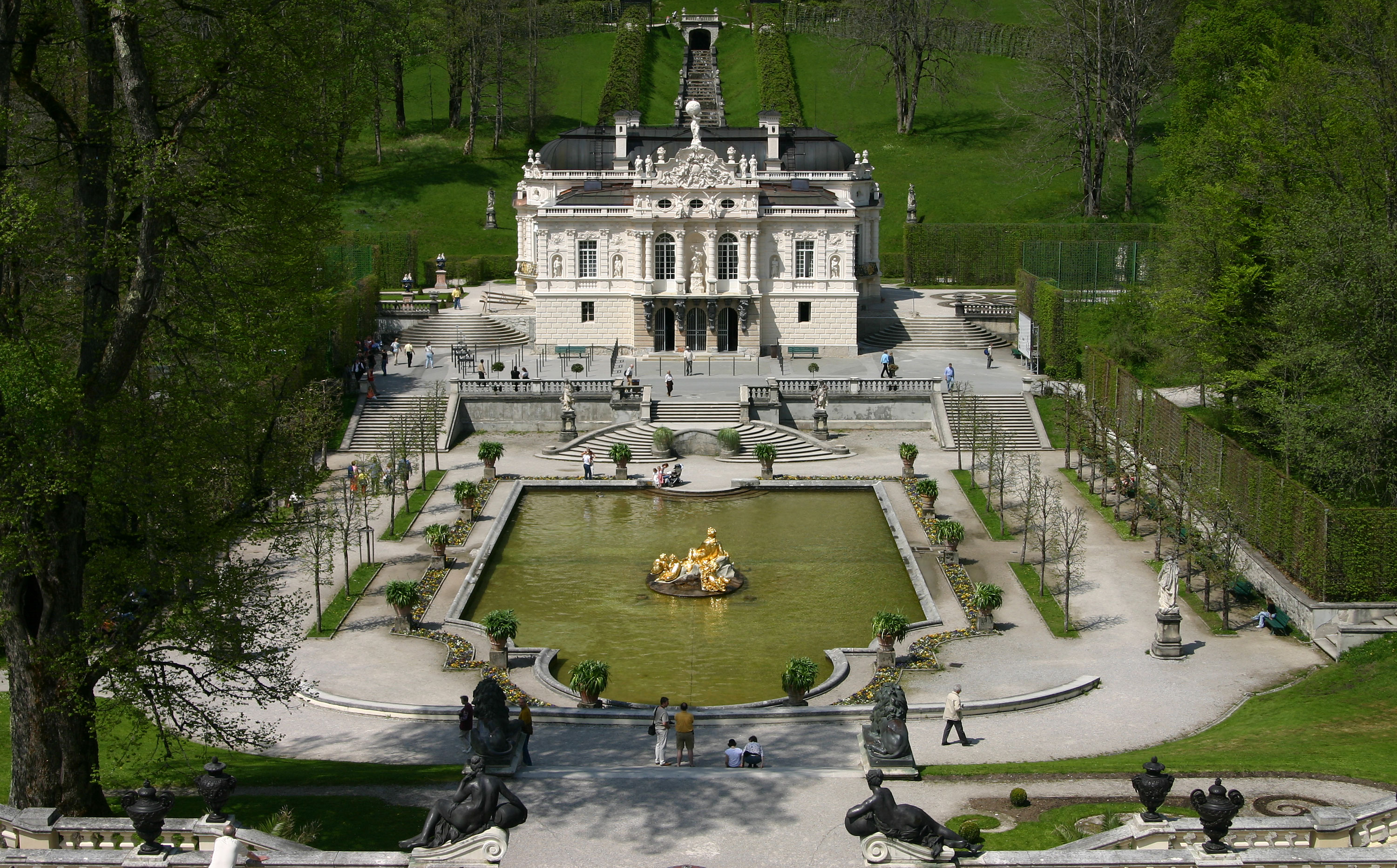
Zámek Linderhof
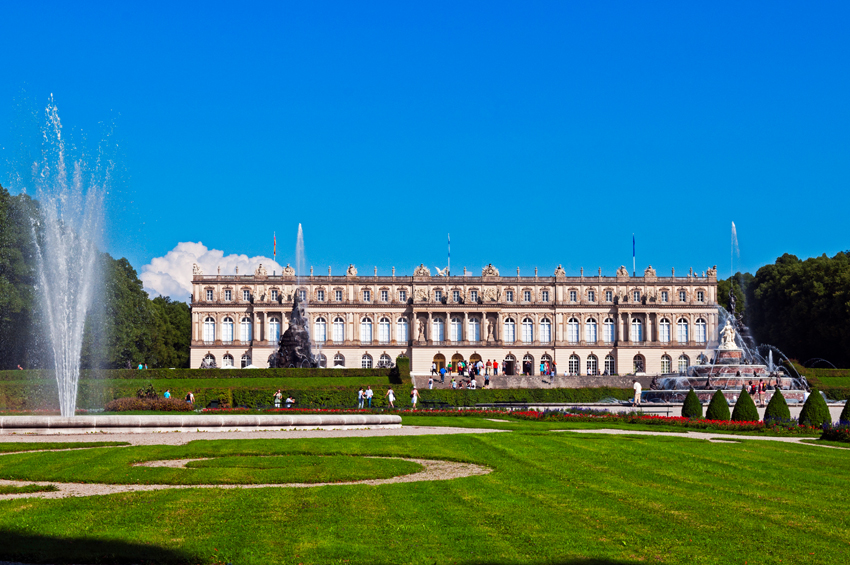
Zámek Herrenchiemsee